# Estación Puntilla Blanca
Puntilla Blanca es una estación ferroviaria ubicada en las Villa Dominguito, Departamento San Martín, Provincia de San Juan, República Argentina.

## Servicios
En los últimos años prestó servicios de la empresa de cargas Trenes Argentinos Cargas. 

## Historia
En el año 1885 fue inaugurada la Estación, por parte del Ferrocarril Buenos Aires al Pacífico, en el ramal de Cañada Honda hasta la estación Albardón.